# 建昌軍
建昌军，宋朝的军。
宋太宗太平兴国四年（979年），改建武军设建昌軍，治所在南城县（今江西省南城县），属江南西路管辖。辖境相当今江西省南城县、黎川县、资溪县、南丰县、广昌县等地区。下辖南城县、新城县、南丰县、广昌县等县。元朝至元十四年（1277年）改为建昌路，明太祖改为肇昌府，不久改为建昌府。1912年废除建昌府。